# フランク・オトフリート・ユリー

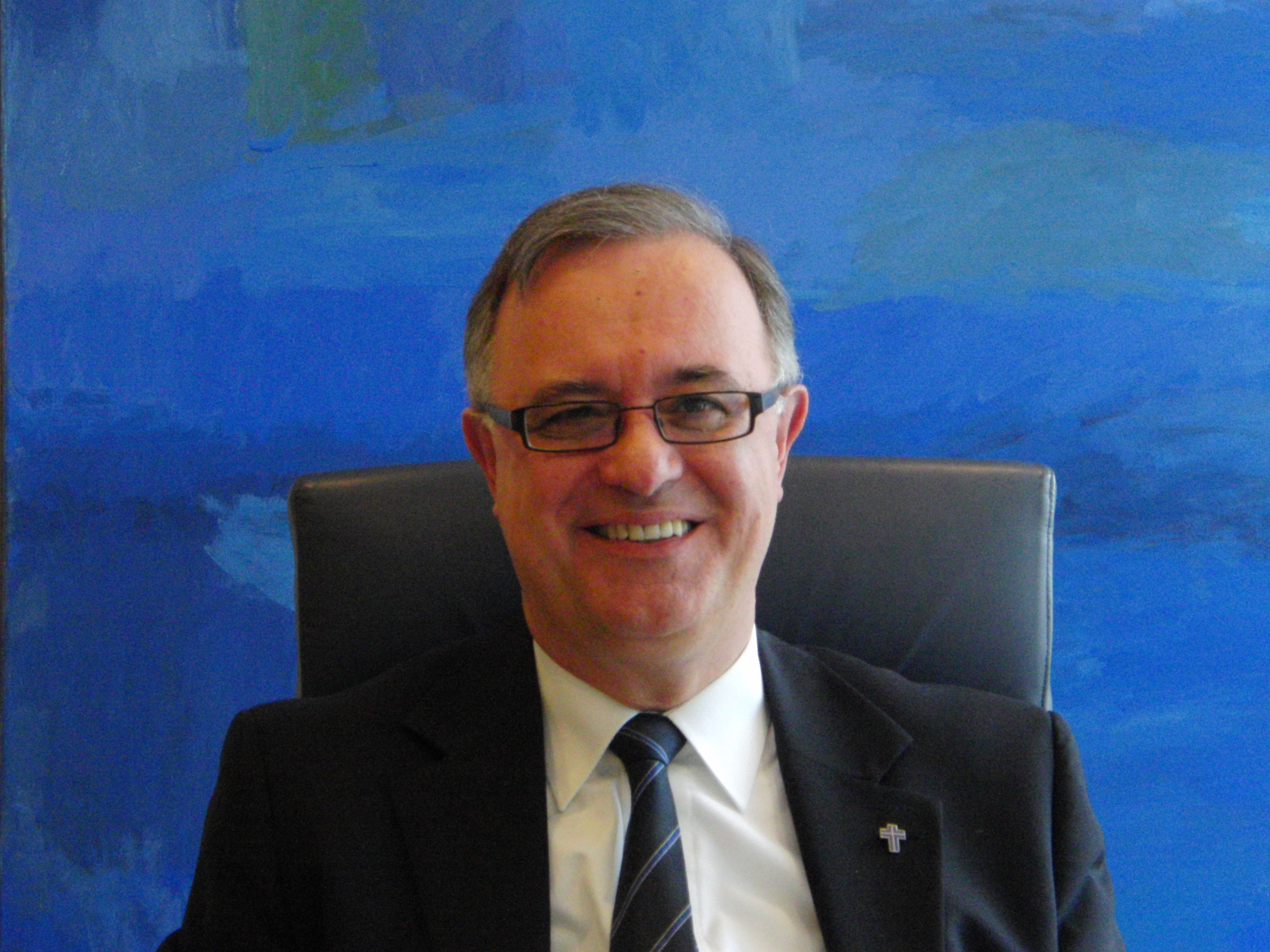
フランク・オトフリート・ユリー, ヴュルテンベルク福音主義州教会監督

フランク・オトフリート・ユリー（ドイツ語:  Frank Otfried July　1954年7月17日 ダルムシュタット - ）は、ドイツの福音主義（ルター派）の牧師、 ヴュルテンベルク福音主義州教会監督である。 

## 経歴
テュービンゲン大学福音主義神学部と ウィーン大学福音主義神学部に1975から1980年まで在籍した後、フランク・オトフリート・ユリーはハイデルベルク大学福音主義神学部の学術助手に就任した。1987年にヴュルテンベルク福音主義州教会の監督事務局指導職を引き受けた。1996年から2005年までシュヴェービッシュ・ハル福音主義社会奉仕事業の指導牧師兼主事に奉職した。2005年3月10日におこなわれたヴュルテンベルク福音主義州教会での監督選挙に際して、フランク・オトフリート・ユリーは第1回投票において州教会監督に選出された。2005年7月23日、シュトゥットガルトにあるシュティフト教会においてゲールハルト・マイヤーの後任として州教会監督に就任した。以前の州教会監督叙任式とは異なって、前任の監督テオ・ゾルグ、エバーハルト・レンツ、ゲールハルト・マイヤーらがただ証人として職務を果たした。2010年夏総会に際して監督職が普遍的な職務であることが議論の項目になるように彼は気を配った。

## 家族
フランク・オトフリート・ユリーは既婚者で3人の子供がいる。

## 名誉学位
2008年7月16日、フランク・オトフリート・ユリーにテュービンゲン大学福音主義神学部から名誉博士号が授与された。同時に、福音主義神学部のレベル維持に対する彼の参与が評価された結果でもあった。神学部での研究と教授活動、並びに教会指導と学問的神学の結びつきを維持することへの努力が州教会監督の下でおこなわれていた 。2010年5月8日、 バーデン＝ヴュルテンベルク州の シュテファン・マップス首相によってバーデン・ヴュルテンベルク州功労勲章が与えられた。フランク・オトフリート・ユリーは欧州教会会議Konferenz Europäischer Kirchenの中央委員会のメンバーであり、福音派集会ProChristの評議員会員でもある。ProChristは大衆伝道組織CVJMに関係している。
2010年7月、フランク・オトフリート・ユリーは ルター派世界連盟 の7人いる副議長の一人に選ばれた。